# Herbert (Schiff, 1892)
Die Herbert war eine 1892 unter dem Namen Donna Francisca für die Londoner Reederei J. Hayes & Co. gebaute stählerne Viermastbark.

## Beschreibung
Der große stählerne Windjammer lief 1892 im schottischen Greenock auf der Schiffswerft von Russel & Co. Ltd. mit der Baunummer 294 vom Stapel.

## Geschichte
Die Londoner Reederei J. Hayes & Co. setzte die Viermast-Bark Donna Francisco ab 1892 mit Kapitän J. Carrington für den Frachtverkehr nach Amerika und Australien ein. Mit einem bekannt gewordenen Bild auf einer Postkarte von 1905 gibt es vom australischen Schiffsjungen Bert Grant (1888–1978) eine Beschreibung seiner Zeit von Bord: Die Francisca war mit 3000 Tonnen Kohle von Newcastle nach Valparaiso, Chile, unterwegs. In Valparaiso wurde die Kohlefracht durch 5000 Tonnen Salpeter für Hamburg, Deutschland, ersetzt, via Kap Hoorn. In Hamburg übernahmen sie eine Ladung Zement nach San Francisco.
Die Reise nach San Francisco erforderte eine Umrundung des Kap Hoorns von Osten, was oft eine tückische Reise war. Bei ihrer Ankunft in San Francisco wurden sie mit einer von Erdbeben und Feuer völlig verwüsteten Stadt konfrontiert. Sie waren das Ergebnis des Erdbebens vom 6. April 1906. Das Schiff änderte seine Route und ging nach Vancouver, wo Grant und ein Kamerad das Schiff verließen, da die Bedingungen an Bord zu schlecht geworden waren.
Mit dem Einstieg von Edmund Siemers begann die wichtigste und mit Abstand erfolgreichste Epoche des Hauses G. J. H. Siemers & Co., das unter seiner Leitung zu einer „Weltfirma ersten Ranges“ wurde. Ab 1890 begann er den Ausbau seiner Reederei durch den Guano- und Salpeterimport mit einer schnell wachsenden Segelschiffsflotte. Die Hamburger Werft Blohm & Voß baute 1892 die Vollschiffe Thekla und Susanna, aus Schottland kamen die Viermastbarken Egon 1902 sowie Kurt und Hans 1904. Aus England kaufte er drei weitere Viermastbarken als Frachtsegler, die Wilhelm Tell 1898, die Milton Stuart 1899 und die Donna Francisca 1910. Er ließ sie traditionsgemäß mit den Vornamen von Mitgliedern seiner Familie umbenennen.
Die Herbert überließ er dem Elsflether Kapitän Johann Mohrschladt, der sie langjährig ab 1910 führte. Noch im Mai 1914 stieg der junge, aus Rostock stammende Ernst Weitendorf als 1. Offizier trotz der aufziehenden Kriegsgefahr auf die Herbert auf. Auch die damals 14-jährigen Schiffsjungen aus Elsfleth, Hans Warns (1899–1993) und sein Freund Hans Metz, traten diese Reise hoffnungsvoll an. Ihre Mütter hatten den Platz vermittelt: Jo, kümmt man mit, gode Jungs kann ik jümmers bruken war die Antwort des Kapitäns. Von seiner Monatsheuer von 5 Mark, für einen Schiffsjungen üblichen Lohn, konnte er eine Kamera kaufen und so etliche Episoden dokumentieren. Aus beiden jungen Seeleuten wurden später tüchtige Schiffskapitäne.
Auf der letzten Reise vor dem Ersten Weltkrieg fuhr die Herbert mit Schlepperhilfe zunächst von Hamburg in Ballast nach Port Talbot in Wales, lud dort Kohlen-Briketts für Chile und verließ den Hafen am 15. Mai 1914. Nach einer 84-tägigen Reise und der Ankunft im nordchilenischen Iquique/Chile am 4. August 1914 wurde das Schiff dort festgesetzt und blieb bis zum 24. September 1920 in diesem Hafen interniert. Durch den Ersten Weltkrieg war der Salpeterimport eingestellt worden. Die Segelschiffsflotte, der größte Vermögenswert der Reederei, musste nach dem Weltkrieg praktisch ohne Entschädigung an die Siegermächte ausgeliefert werden.
Unter der Verhandlungsführung der Deutsche Segelschiff-Kontor GmbH wurde 1920 die Herbert nach der Rückführung nach Europa an die Entente ausgeliefert und an die junge Hamburger Reederei Schröder, Hölken & Fischer (1918–1931) verkauft. Ab 1922, umbenannt in Lemkenhafen, segelte sie wieder weiter, nach Indien und Australien, zuletzt mit Kohle nach Chile und Peru. 1924 entstand beim Leichtern der Kohle vor dem peruanischen Hafen vor Cerro Azull ein Unglück, als das Schiff am 4. Juni 1924 mit offenen Luken und Schlagseite, von einer Flutwelle erfasst wurde und kenterte. Das Wrack versank auf der Position 13° 1′ 34″ S, 76° 29′ 14″ W. Die Besatzung wurde gerettet, der Kapitän und ein Matrose des Schiffes ertranken.
Bekannte Schiffsführer:
- 1892–? Kapitän John Carrington

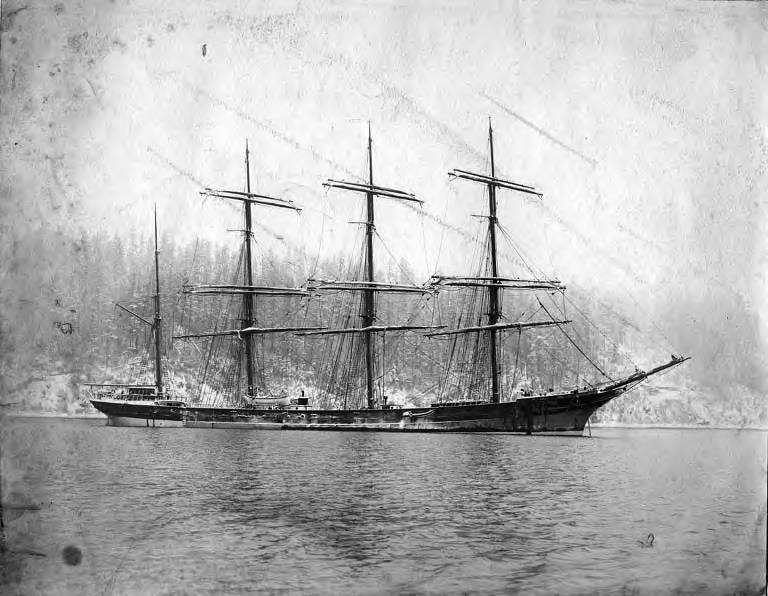
Vor Anker um 1900

- 1910–1921 Kapitän Johann Mohrschladt aus Elsfleth
- 1922–ca. 1923 Kapitän P. Kaletsch
- ca. 1923–1924 Kapitän Richard Loeder

## Sonstiges
- Die Herbert war einer der ersten Viermaster die mit Wasser-Ballast Tanks ausgerüstet wurden.[6]
- Ein Öl-Gemälde der Donna Francisca aus dem Atelier Woolston & Barrett, Newcastle kam 2016 als Schenkung der Familie Reichelt aus Bremerhaven ins Elsflether Schiffahrtsmuseum.[7]